# San Nicolás de los Arroyos
San Nicolás de los Arroyos (ofta förkortat till San Nicolás) är en stad i den argentinska provinsen Buenos Aires. Staden är belägen 240 kilometer nordväst om Buenos Aires på Paranáflodens västra bank. Staden är huvudort i distriktet (partido) med samma namn.

## Geografi
Staden är situerad i det nordvästra hörnet av delstaten Buenos Aires och ingår i den industriella korridor som löper från Rosario i sydostlig riktning mot Buenos Aires och La Plata. I öster skiljer Paranáfloden staden från provinsen Entre Ríos och i norr gränsar staden mot provinsen Santa Fe vars största stad Rosario ligger 61 km bort.

## Historia
Staden grundades den 14 april 1748 av Rafael de Aguiar och staden är döpt efter Nikolaus. Staden spelade en betydande roll i de interna striderna i Argentina på 1850-talet om landets styre, och hade ett strategiskt läge mellan Buenos Aires och de övriga provinserna.

## Näringsliv
Staden är en viktig flodhamn på Paranáfloden och kan ta emot även stora skepp. Hamnen är ansluten till det nationella järnvägsnätet.

## Kommunikationer
Staden är förbunden med Buenos Aires och Rosario genom motorvägen som förbinder de båda städerna. Staden har också järnvägstrafik, både person- och frakttrafik.

## Bilder

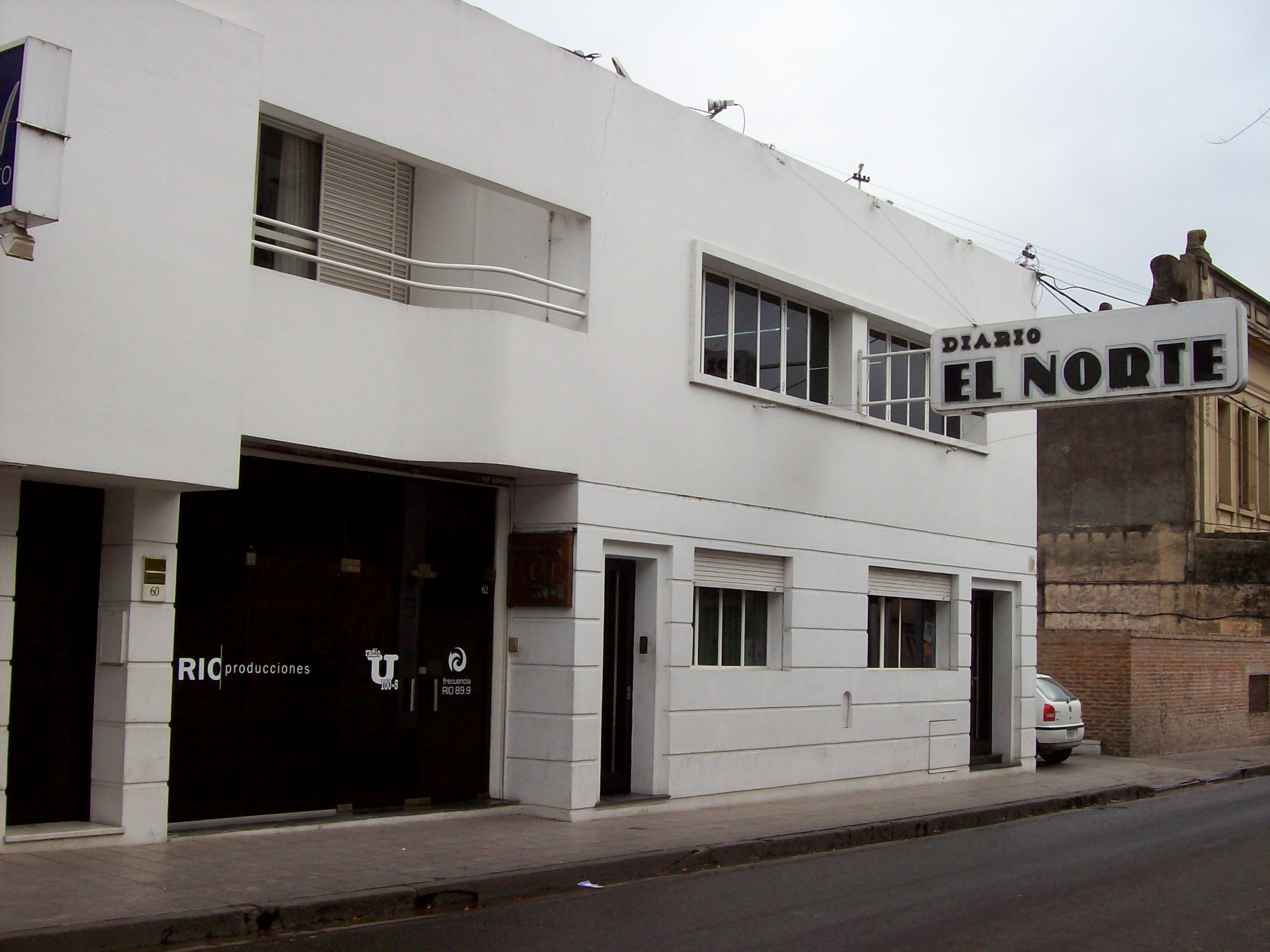
Högkvarteret för tidningen El norte
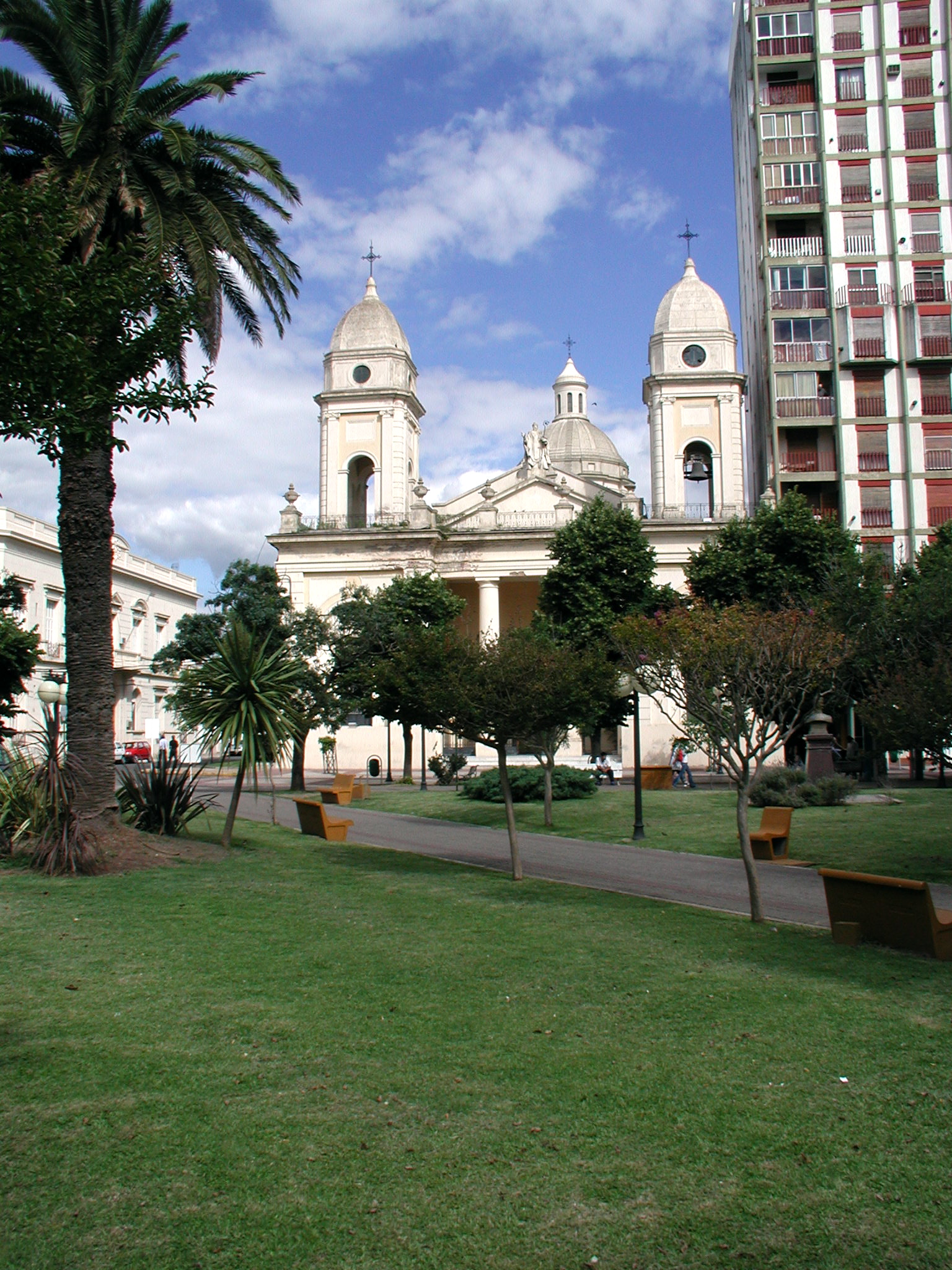
Plaza Mitre
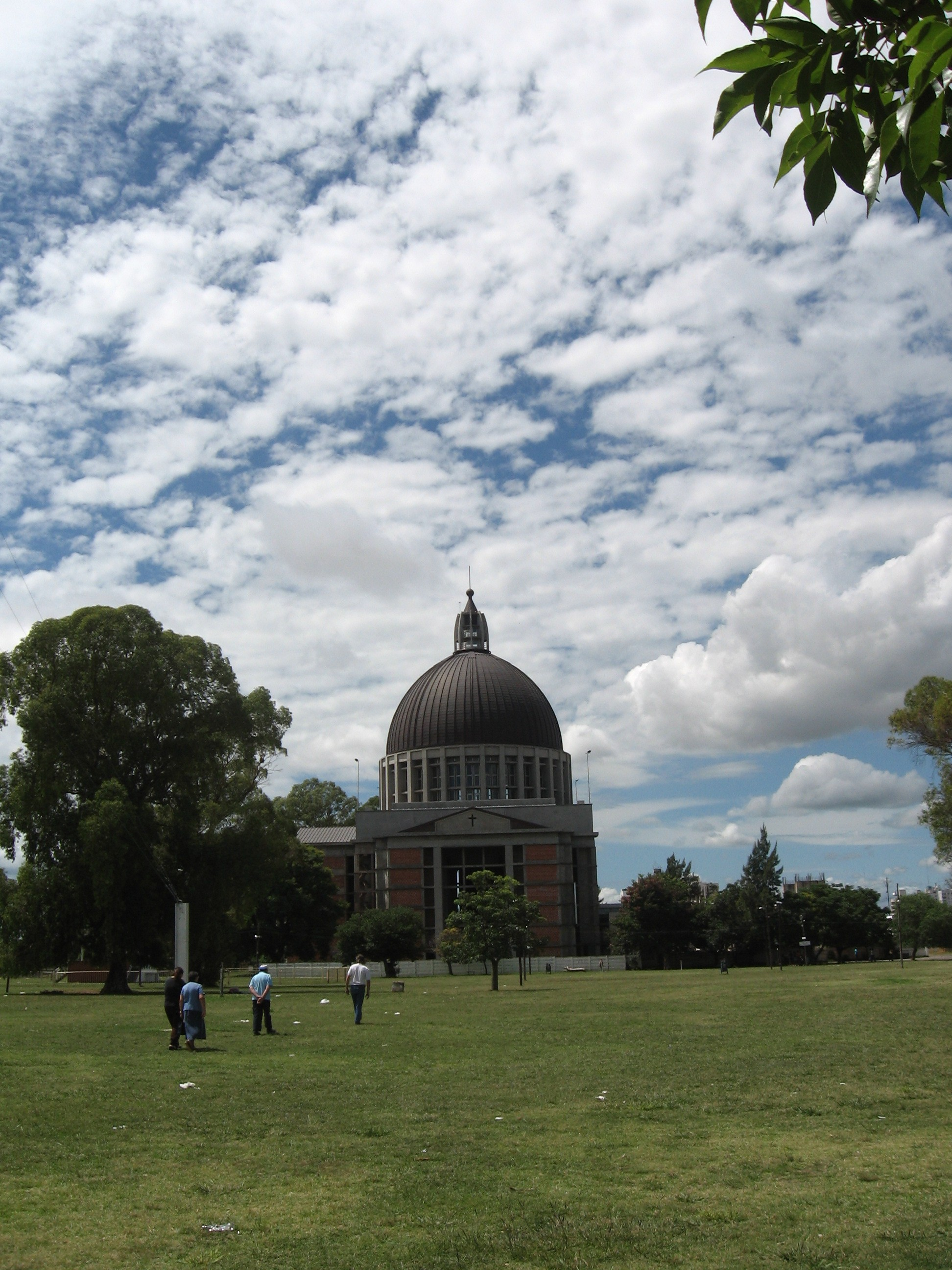
Santuario de Nuestra Señora del Rosario de San Nicolás
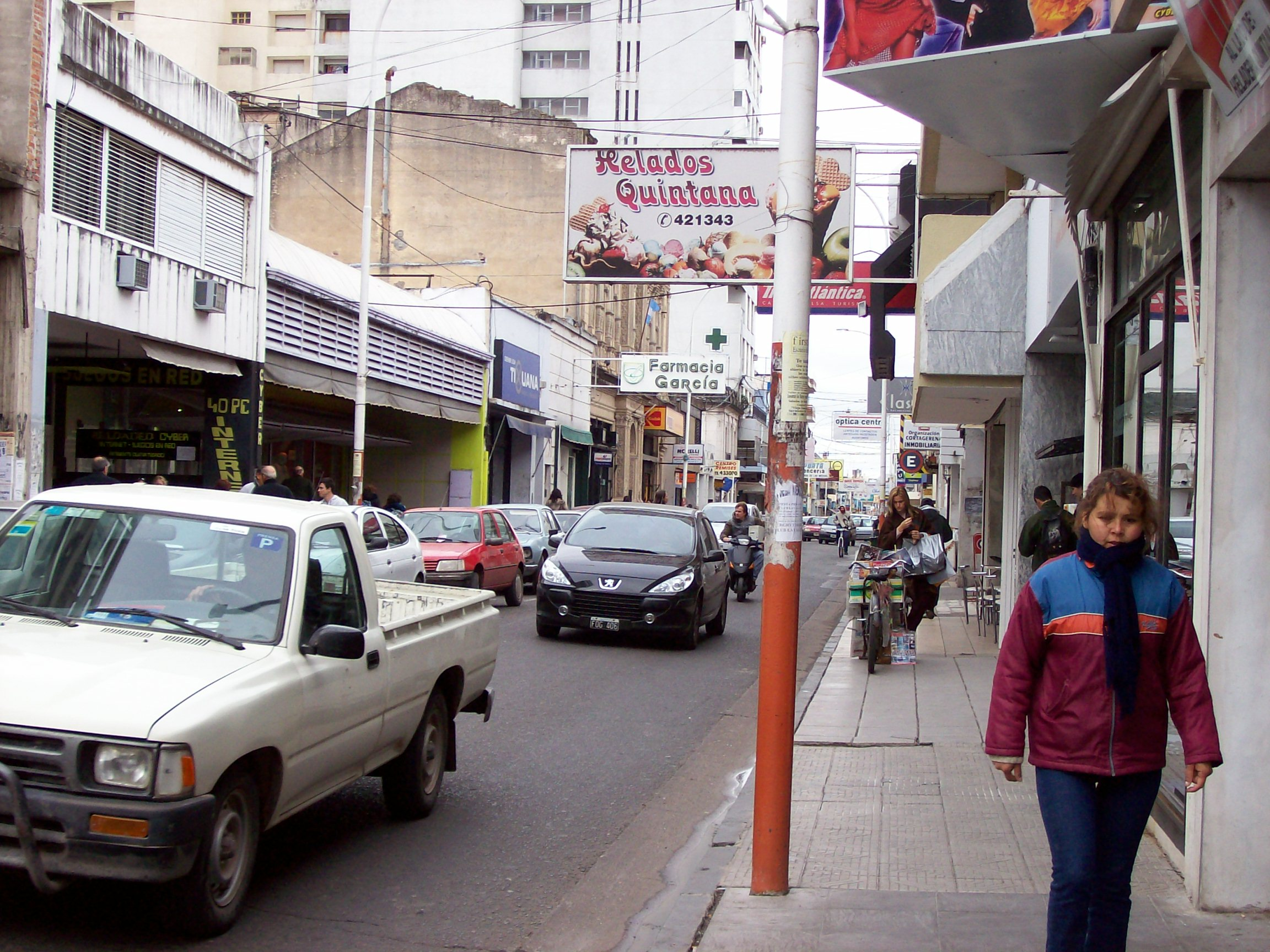
Gatuvy från centrum